# Камината
Камината (итал. Caminata) —  коммуна в Италии, располагается в регионе Эмилия-Романья, в провинции Пьяченца.
Население составляет 318 человек (2008 г.), плотность населения составляет 107 чел./км². Занимает площадь 3 км². Почтовый индекс — 29010. Телефонный код — 0523.

## Демография
Динамика населения:

## Администрация коммуны
- Официальный сайт: https://web.archive.org/web/20100131090716/http://www.comune.caminata.pc.it/